# Tipula lacteipes
Tipula lacteipes är en tvåvingeart som beskrevs av Alexander 1943. Tipula lacteipes ingår i släktet Tipula och familjen storharkrankar. Inga underarter finns listade i Catalogue of Life.